# (23174) 2000 HM40
2000 إتش أم 40 (ويعرف أيضًا باسم (23174) 2000 إتش أم 40 وفق تسمية الكوكب الصغير) (بالإنجليزية: 2000 HM40)‏ هو كويكب ضمن حزام الكويكبات؛ وترتيبه 23174 من حيث الاكتشاف.
اكتُشف هذا الجُرم الفلكي بواسطة سبيس واتش في 30 أبريل 2000.

## وصلات خارجية
- (23174) 2000 HM40 في قاعدة بيانات مختبر الدفع النفاث لأجرام النظام الشمسي الصغيرة

- الاكتشاف · مخطط المدار ·  العناصر المدارية · المعلمات المادية

- (23174) 2000 HM40 على موقع ويكي سكاي: DSS2, SDSS, GALEX, IRAS, Hydrogen α, X-Ray, Astrophoto, Sky Map, Articles and images